# Vamps (film)
Vamps è un film del 2012 diretto da Amy Heckerling, autrice anche della sceneggiatura, e interpretato da Alicia Silverstone, Krysten Ritter e Sigourney Weaver.

## Trama
Goody e Stacy sono due giovani vampire che condividono un appartamento a Manhattan e sono grandi amiche. Stacy è stata trasformata negli anni novanta dalla malvagia regina dei vampiri Cisserus, che nel 1841 aveva già "vampirizzato" Goody, di cui l'amica ignora la vera età. Mentre lavora in un ospedale come disinfestatrice, Goody si imbatte nel suo ex-fidanzato Danny, che non vede dagli anni sessanta. La vampira gli dice di essere in realtà la figlia di Goody ma l'uomo scopre la verità quando la vede mordere un uomo per evitare un attacco cardiaco. Nel frattempo Stacy inizia una relazione con Joey, un giovane studente universitario che si rivela essere il figlio del famigerato ammazzavampiri dottor Van Helsing, venuto in città per uccidere Ciccerus. Anche Joey scopre presto la vera identità di Stacy ma nonostante lo shock iniziale finisce per accettare la cosa. Goody scopre che Stacy è incinta, ma anche che il bambino non può sopravvivere a meno che non diventi di nuovo umana. L'unico modo per farlo è uccidere Ciccerus e le due amiche si uniscono a Joey e al dottor Van Helsing per rintracciarla e riescono ad ucciderla. Stacy diventa quindi una quarantenne mentre Goody invecchia molto rapidamente e l'amica scopre infine la sua vera età. Goody accompagna Joey e Stacy a Times Square e mentre il sole sorge si dissolve in cenere. Pochi anni dopo, Stacy e Joey si recano a casa del dottor Van Helsing a prendere la loro giovane figlia, che hanno chiamato Goody e che mostra un bel paio di canini...

## Produzione
Il ruolo di Goody è stato offerto a Alicia Silverstone dopo che Amy Heckerling l'aveva vista a teatro in Time Stands Still di Donald Margulies. Per il ruolo di Ciccerus la prima scelta della regista era Michelle Pfeiffer, ma l'attrice ha dovuto rinunciare per impegni in altre produzioni e la parte è stata assegnata a Sigourney Weaver.

## Distribuzione
Il film è uscito nelle sale statunitensi il 2 novembre 2012 ma ha avuto una distribuzione molto limitata e circa dieci giorni dopo è uscito in versione DVD e Blu-ray.
Tra il 2012 e il 2013 è stato proiettato in alcuni festival cinematografici:
- 25 agosto 2012 - Fantasy Filmfest, Berlino, Germania
- 20 settembre 2012 - Lund Fantastisk Film Festival, Lund, Svezia
- 14 ottobre 2012 - Woodstock Film Festival, Woodstock (New York), USA
- 13 aprile 2013 - Buenos Aires Festival Internacional de Cine Independiente, Buenos Aires, Argentina

## Accoglienza

### Incassi
Il film è costato circa $16.000.000 ed ha incassato complessivamente $3.361 negli Stati Uniti.

### Critica
Il sito Rotten Tomatoes riporta il 53% di recensioni professionali con un giudizio positivo, con un voto medio di 5,5 su 10.
Anche se gran parte della critica sembra concordare sulla scelta del cast e sulla buona prova recitativa di protagonisti e comprimari, in molti casi si tratta dell'unico aspetto del film giudicato in modo positivo.
John DeFore ha scritto su The Hollywood Reporter: «il film soffre una produzione a livello di sitcom che impedisce alla sua stravagante sceneggiatura di prendere forma». Sul New York Times Rachel Saltz parla di «una serie di stupidaggini riciclate», Andy Webb di The Movie Scene di «poco più di una parodia, ma non una di quelle buone», e Paul Pritchard di DVD Verdict: «in termini narrativi praticamente un fallimento completo».
Tra i giudizi positivi quello di John Anderson, che ha scritto sul magazine Variety: «In un'epoca trafitta da zombie e altri demoni assortiti, Vamps è un piacevole cambiamento di ritmo, con un cast irresistibile e un messaggio piuttosto arguto sul vivere all'interno di una cultura che sembra improbabile qualcuno possa rimpiangere in futuro».
Anche il critico Eric Kohn del sito IndieWire giudica il film «una commedia newyorchese sorprendentemente piacevole e ironica...», apprezzando la sceneggiatura della Heckerling, così come Gordon Sullivan che su DVD Verdict parla di «dialoghi brillanti, una narrazione che si muove senza essere invadente» e «una serie di camei e personaggi di supporto stupefacenti», anche se nella stessa recensione afferma: «Per i primi 20 minuti non si capisce bene di cosa tratti il film... è un po' come il cibo spazzatura, fantastico mentre lo stai consumando, ma alla fine senza molta sostanza».

## Colonna sonora
La colonna sonora del film include brani del gruppo rock americano The Lost Patrol, di cui fa parte la cantante Mollie Israel, figlia di Amy Heckerling. I brani sono tratti dagli album Midnight Matinée del 2008 (Homecoming e Jukebox On the Moon), Dark Matter del 2010 (Before I Go e Play Me For a Fool) e Rocket Surgery del 2011 (This Road Is Long).
Tra gli altri brani presenti ci sono Give My Regards to Broadway, scritto nel 1904 da George M. Cohan e interpretato da Mollie Israel e Bettina Bresnan, Phuzz Face del chitarrista (ex Poison) Blues Saraceno, la canzone popolare A Garden In the Rain eseguita dall'orchestra di Gene Austin e la cover di Here Comes the Night cantata da David Bowie, tratta dall'album Pin Ups del 1973.